# Græshoppesanger
Græshoppesanger (Locustella naevia) er en mindre spurvefugl, der yngler i det sydlige Skandinavien og videre sydpå indtil det nordlige Middelhavsområde samt mod øst til Mongoliet. Den lever ligesom andre sangere især af insekter og overvintrer i Afrika syd for Sahara.
Arten ses sjældent, da den opholder sig i tæt vegetation i fugtige områder. Til gengæld har den en karakteristisk svirrende sang, der kan minde om en græshoppes. Sangen adskilles fra savisangers ved at være langsommere og ved at have en "todelt" svirren. I Danmark yngler græshoppesangeren spredt over hele landet. Særligt almindelig er den på Vestamager. Den foretrækker moser og enge med tæt vegetation, f.eks. enge, der ikke længere afgræsses af kreaturer.